# Solundret

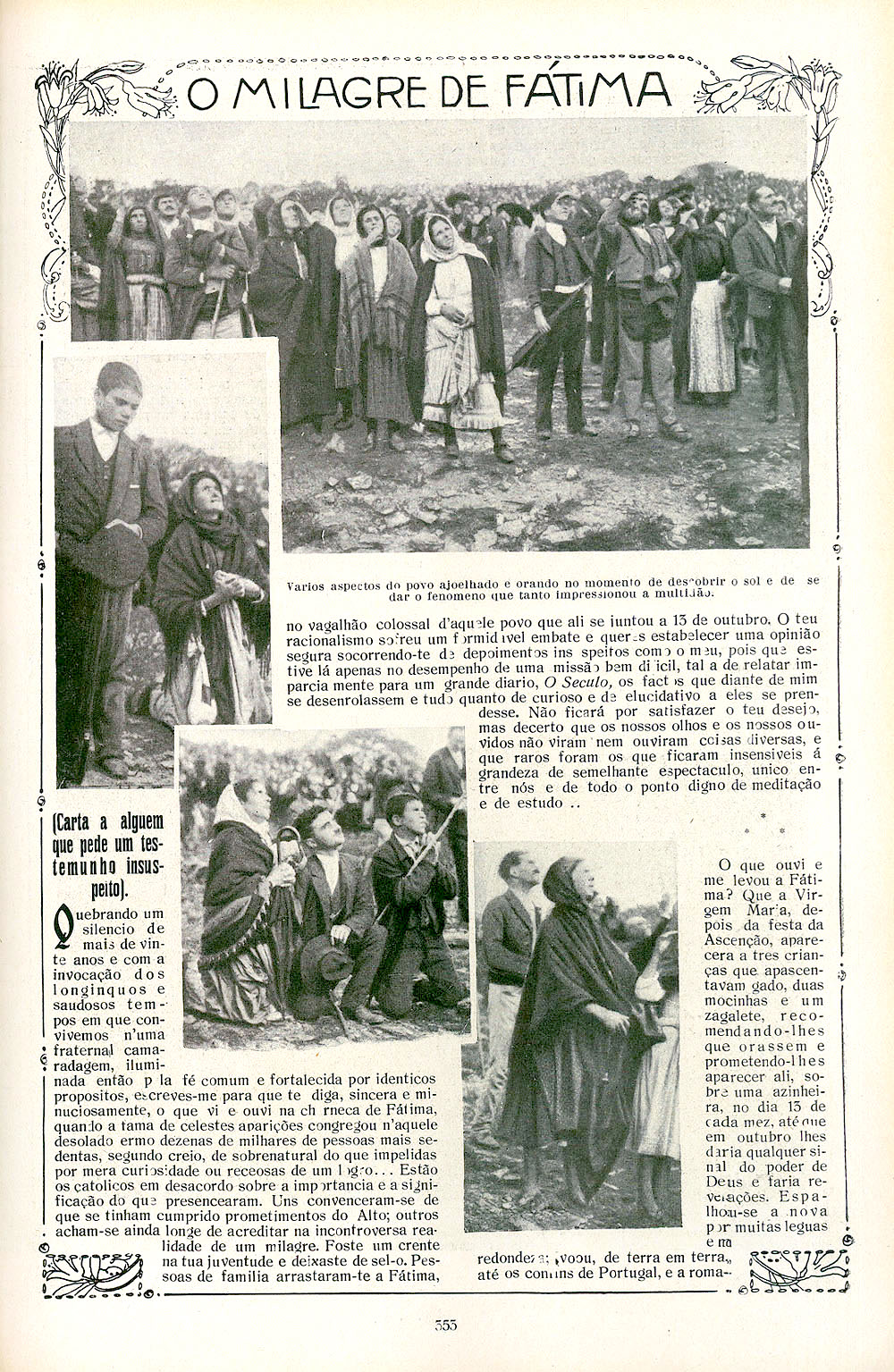
Sida ur tidningen Ilustração Portuguesa den 29 oktober 1917.

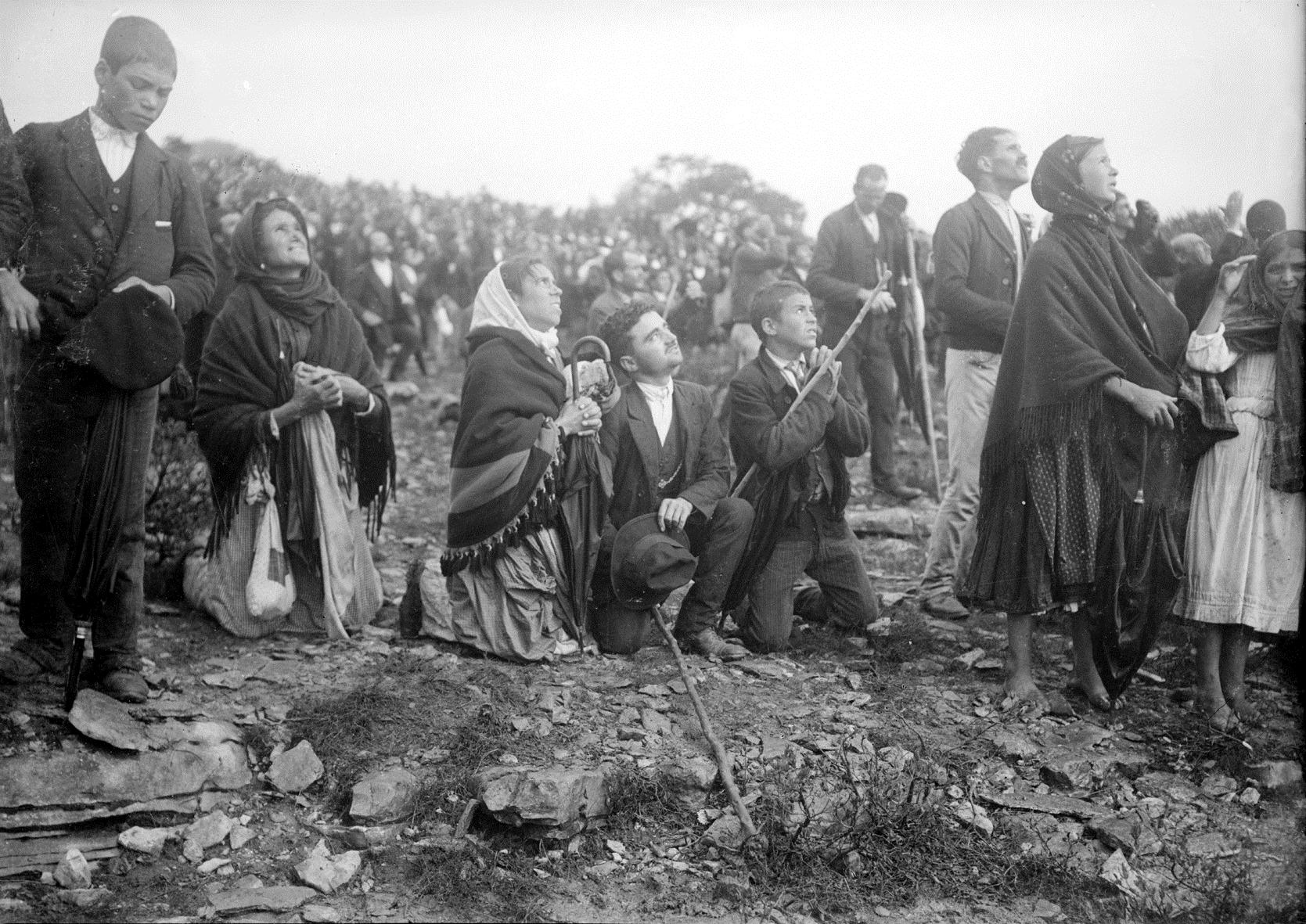
Människor betraktar solen den 13 oktober 1917.

Solundret var en händelse som inträffade på ett fält nära Fátima i Portugal. Tidningarna hade skrivit om att ett mirakel skulle ske vid middagstid den 13 oktober 1917 och upp emot 70 000 människor hade vallfärdat till platsen. En journalist från den portugisiska dagstidningen O Século uppskattade att 30 000–40 000 människor var närvarande.
Den 13 oktober 1930 godkände påve Pius XI Solundret som ett heligt mirakel. 

## Bakgrund
Det katolska Portugal var neutralt under första världskriget. Men det var svåra tider i landet. År 1908 hade kung Carlos mördats och två år senare inträffade oktoberrevolutionen. En liberal konstitution infördes och kyrkan skiljdes från staten under påverkan av frimurare. Men för folket var katolska kyrkan livsviktig.

### Herdebarnen
I bergen i mellersta Portugal föddes Lucia dos Santos det 22 mars 1907. Lucia var det yngsta av sju barn och hennes föräldrar, Antonio och Maria Rosa Santos, var mycket religiösa och läste varje dag ur katekesen och berättade bibliska historier. Byprästens ord i Fátimas församling värderades mycket högt.
Lucia hade en stark personlighet och blev en naturlig ledare. Tillsammans med sina två kusiner Francisco Marto, född 1908, och Jacinta Marto, född 1910, vallade de familjernas får till bete upp i bergen vid centralorten Fátima.

### Portugals ängel uppenbarar sig
Våren 1916 fick de tre barnen sitt första möte med en himmelsk budbärare. ”Vi vallade fåren och gick till min fars utmark Chousa Velha. På förmiddagen började det regna och vi sökte skydd under Irenes klippa. Vi stannade där hela dagen, trots att det slutade regna och solen sken. När vi åt vår lunch bad vi Rosenkransen. Plötsligt kom en stark vindby och vi tittade upp, förvånade för det hade varit en så stilla dag. Så såg vi på avstånd ett starkt ljus i form av en man. Han kom närmare och vi kunde urskilja hans drag. Och han sade:
| ” | Var inte rädda. Jag är Fredsängeln, bed med mig! | „ |

Under sommaren och hösten 1916 fick de tre barnen ytterligare uppenbarelser. Vid det sista tillfället blev de tillsagda att komma tillbaka den 13 i varje månad.

## Solen den 13 oktober 1917

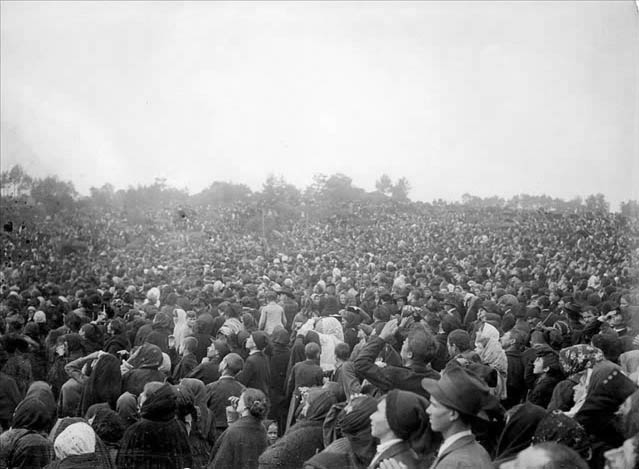
Människor vid Cova da Iria den 13 oktober 1917.

Vid barnens besök vid Irenes grotta den 13 juli 1917 hade ängeln lovat dem att ett mirakel skulle ske den 13 oktober så att alla skulle komma till tro. Portugisiska tidningar började skriva om barnens upplevelser och den 13 oktober samlades tiotusentals människor utanför staden Fátima. Journalisten Avelino de Almeida från O Século uppskattade antalet till mellan 30 000 och 40 000. Dr. Joseph Garrett, professor i naturvetenskap vid Coimbras universitet  var också närvarande och uppskattade antalet till 100 000.
Enligt många vittnesmål hade det varit ett skyfall och sedan klarnat upp. Solen sken med matt sken och hade rört sig i en zick-zack-bana, innan den återtog sin normala position. Marken som varit dyngsur torkade på ett ögonblick. Händelsen betraktades för de troende som ett tecken från Vår Fru av Fatima.

## Kritisk utvärdering
Den 13 oktober 1917 rapporterades inga extraordinära observationer av solen. 

## Efterspel
Barnen Jacinta och Francisco Marta dog i spanska sjukan. Lúcia dos Santos blev karmelitnunna och skrev sina memoarer.
Den 13 oktober 1930 godkände påve Pius XI Solundret som ett heligt mirakel.